# Arimaspové

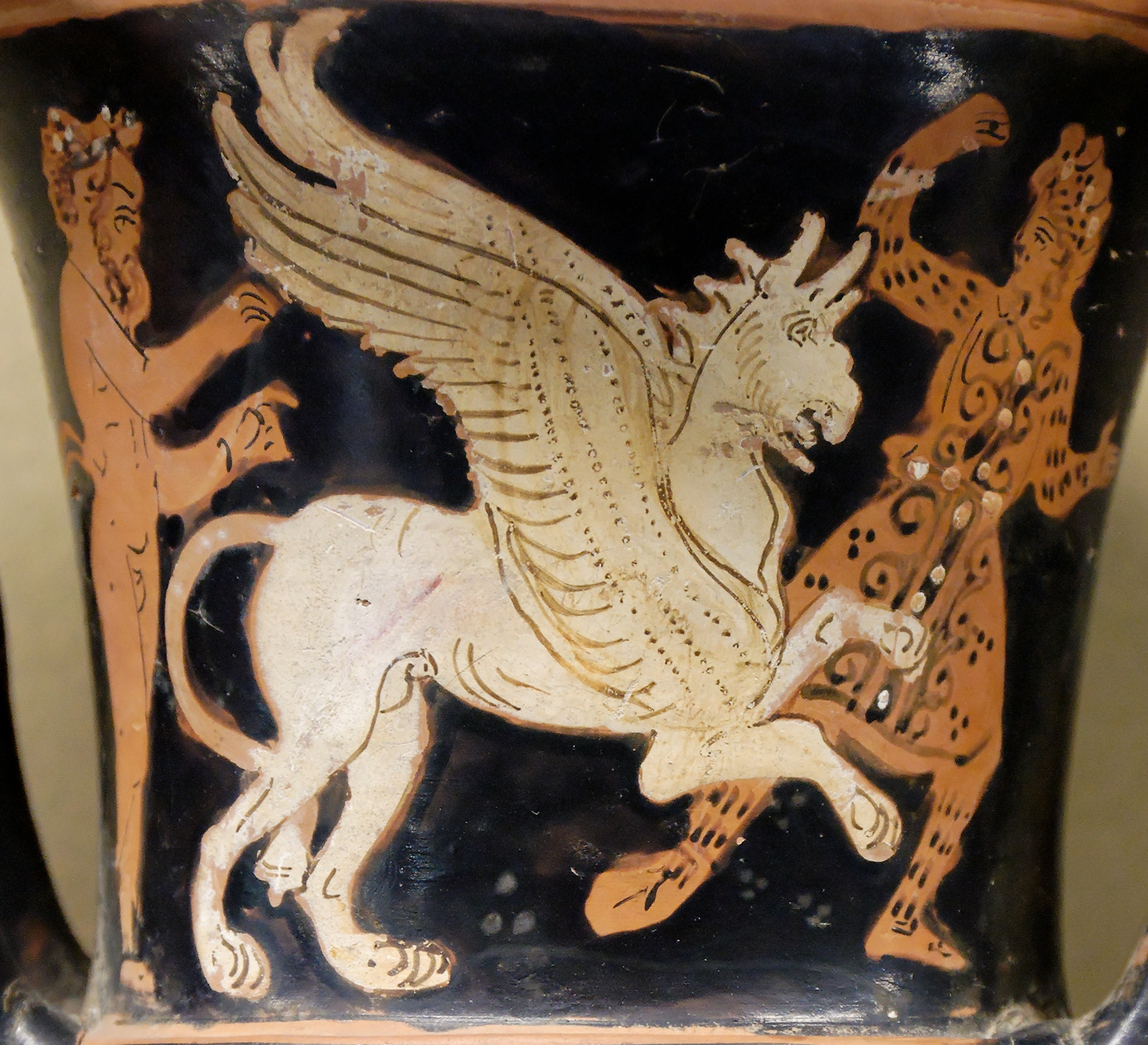
Starořecká amfora s vyobrazením (zleva) satyra, gryfa a Arimaspa

Arimaspové jsou legendární národ řecké učené tradice. Vyznačovali se tím, že měli jediné oko uprostřed čela; žili v horách na nejsevernějším konci světa a ustavičně válčili s gryfy, kterým kradli zlato. Zmiňuje se o nich Aristeás, málo známý básník ze 7. století př. n. l., od něj převzal informaci Hérodotos. Víra v existenci Arimaspů přetrvala až do pozdního středověku. Moderní věda vysvětluje tuto pověst zkreslením zpráv o Skytech a vlast Arimaspů klade na Ural nebo Altaj.